# Mecsek
A Mecsek (horvátul: Meček, németül: Metscheck) középhegység a Dél-Dunántúlon, Pécstől északra. Legmagasabb csúcsa a 682 m-es Zengő.

## Elnevezése
A Mecsek elnevezés alapjául szolgáló személynév valószínűleg a Miklós rövidüléséből alakult ki, és eredetileg nem az egész hegységet, csak a Pécs fölötti Misina-tetőt jelölte. Első írásos említése 1536-ból, Habsburg Mária magántitkárától, Oláh Miklóstól származik.
Más elmélet szerint a Mecsek a meszes szóból származott. További elmélet, hogy a mecsekes, kopár táj adta a hegy nevét. De az sem kizárható, hogy a hegy a Mihály személynévből ered. A török időkben a hegyet Ferava néven említik.

## Földrajz

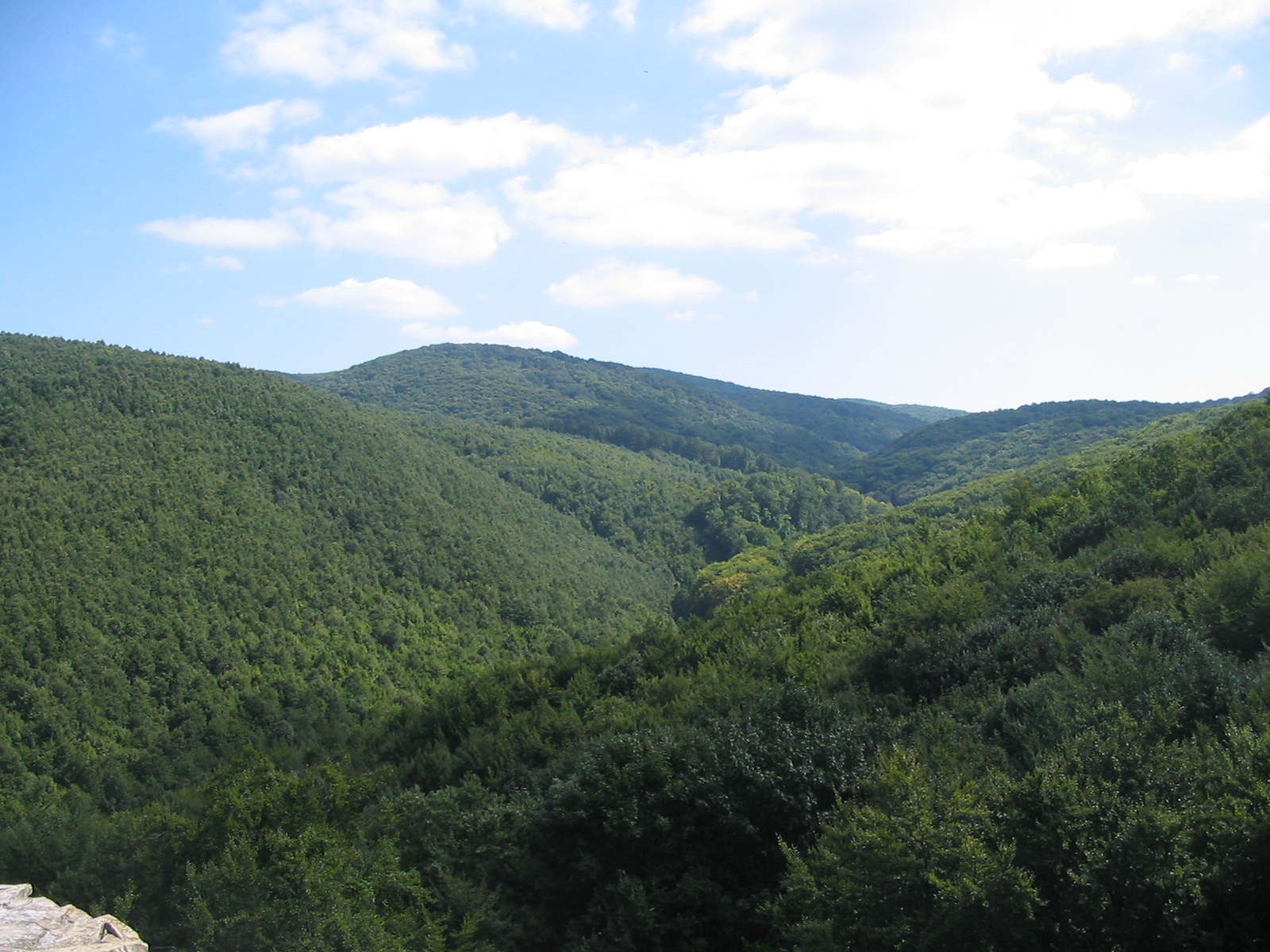
A hegység látképe a Márévárból

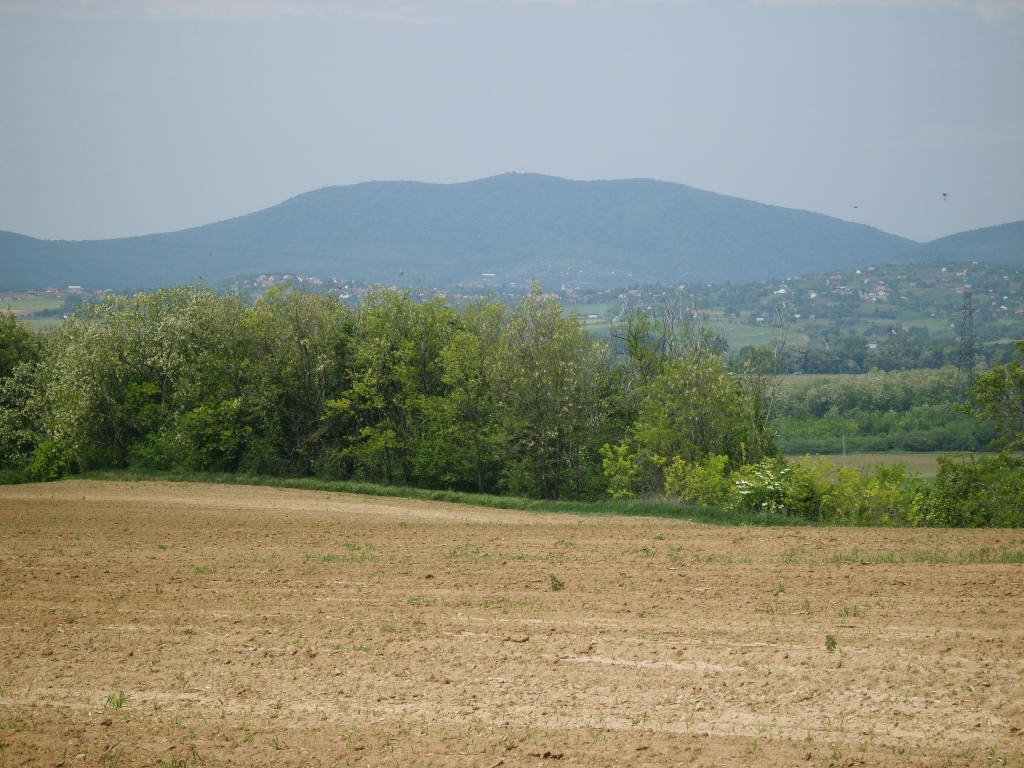
Hármashegy

A Mecsek 545 négyzetkilométernyi területéből a voltaképpeni hegyvidék 335 km2. Ásványkincsekben hazai viszonylatban gazdagnak mondható – főleg a mészkő, szén és uránérc készletei jelentősek. Délen a Pécsi-síkság, északkeleten a Völgység, nyugaton a Zselic határolja.

### Felosztás
A hegység morfológiailag három részre, a Keleti-Mecsekre, a Középső-Mecsekre és a Nyugati-Mecsekre, geológiailag két félre, a Nyugati-Mecsekre és a Keleti-Mecsekre tagolható.

### Magasabb hegycsúcsok
A Mecsek 500 métert meghaladó jelentősebb csúcsai:
| Hegycsúcs   | Magasság (m) | Elhelyezkedése |
| ----------- | ------------ | -------------- |
| Zengő       | 682          | Keleti-Mecsek  |
| Tubes       | 612          | Nyugati-Mecsek |
| Hármashegy  | 604          | Keleti-Mecsek  |
| Jakab-hegy  | 602          | Nyugati-Mecsek |
| Dobogó      | 594          | Keleti-Mecsek  |
| Borzas-tető | 591          | Keleti-Mecsek  |
| Szószék     | 586          | Keleti-Mecsek  |
| Kis-Tubes   | 577          | Nyugati-Mecsek |
| Somlyó      | 572          | Keleti-Mecsek  |
| Szamár-hegy | 564          | Keleti-Mecsek  |
| Dögkút-tető | 556          | Keleti-Mecsek  |
| Hárs-tető   | 545          | Keleti-Mecsek  |
| Csalán-hegy | 536          | Keleti-Mecsek  |
| Misina      | 535          | Nyugati-Mecsek |
| Rózsa-hegy  | 528          | Nyugati-Mecsek |
| Cigány-hegy | 524          | Keleti-Mecsek  |
| Somos-hegy  | 520          | Keleti-Mecsek  |
| Somos       | 510          | Keleti-Mecsek  |

## Geológia

### Összefoglalás

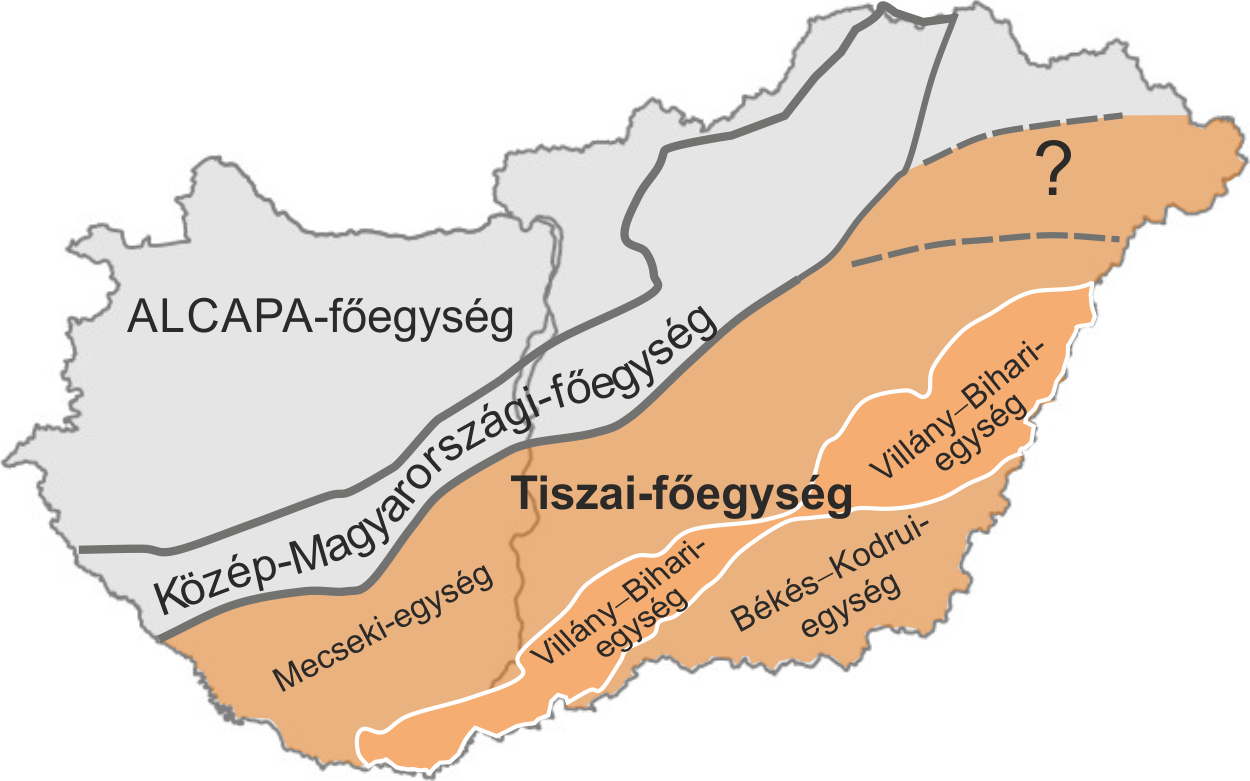
Magyarország prekainozoos nagyszerkezeti egységei

A Mecsek hegység a magyarországi prekainozoos nagyszerkezeti egységek közül a Tiszai-főegységhez tartozik. A főegység három részre tagolt: a Mecseki-, a Villány–Bihari- és a Békés–Kodrui-egységre. A Mecsek a Mecseki-egység névadója, annak egyetlen magyarországi felszíni megjelenése. A hegység területének fejlődéstörténete négy nagy szakaszra osztható, amelyeken belül további fázisok különíthetők el. Ezeket a mellékelt táblázat tartalmazza. Kiolvasható az egyes formációk képződésének ideje/időtartama, környezete (fáciese) is, vastagságukat pedig a formációnév utáni szám jelzi (méterben).

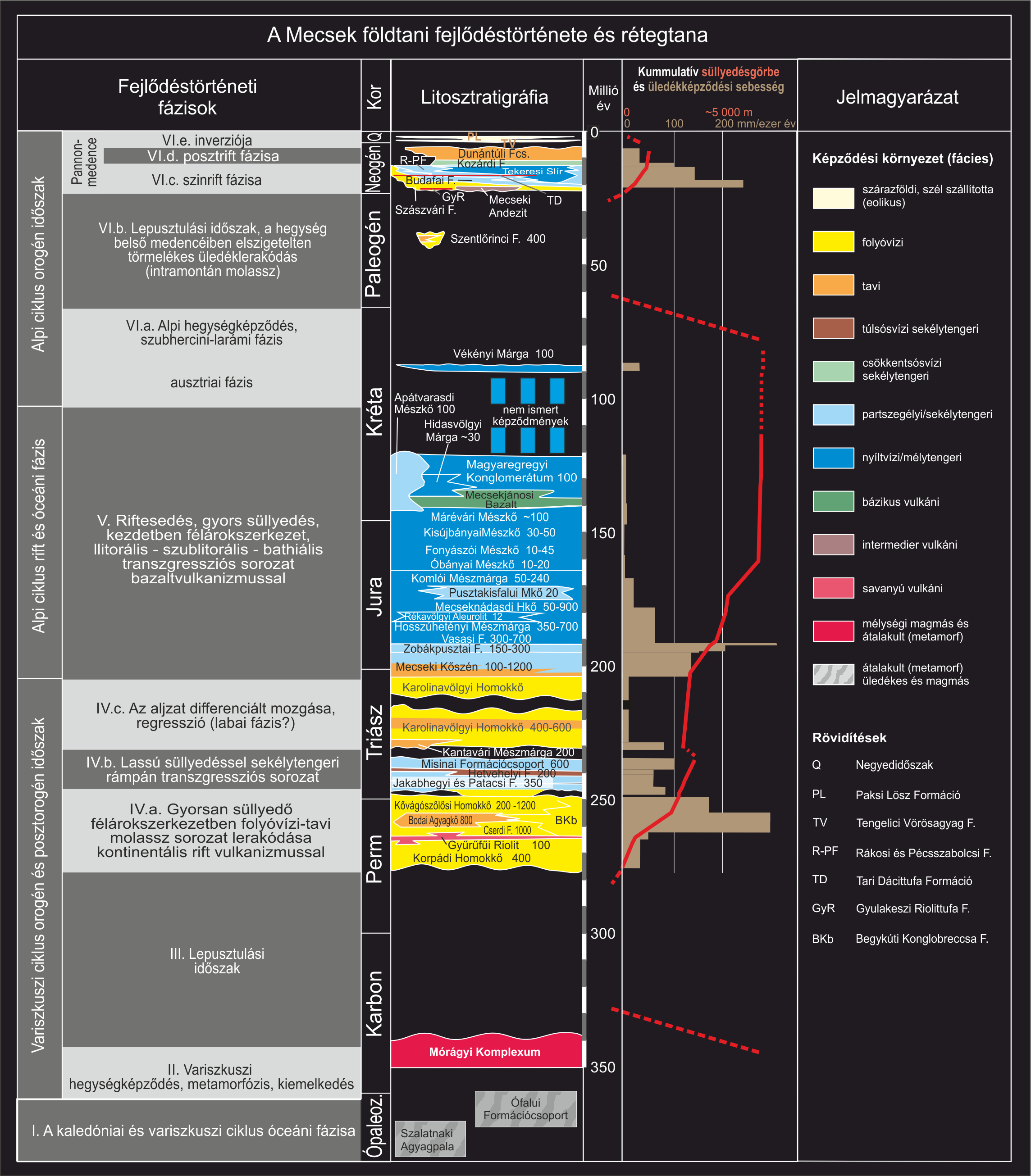
A Mecsek litosztratigráfiája a fejlődéstörténeti egységekkel, a süllyedésgörbe és az üledékképződési sebesség feltüntetésével

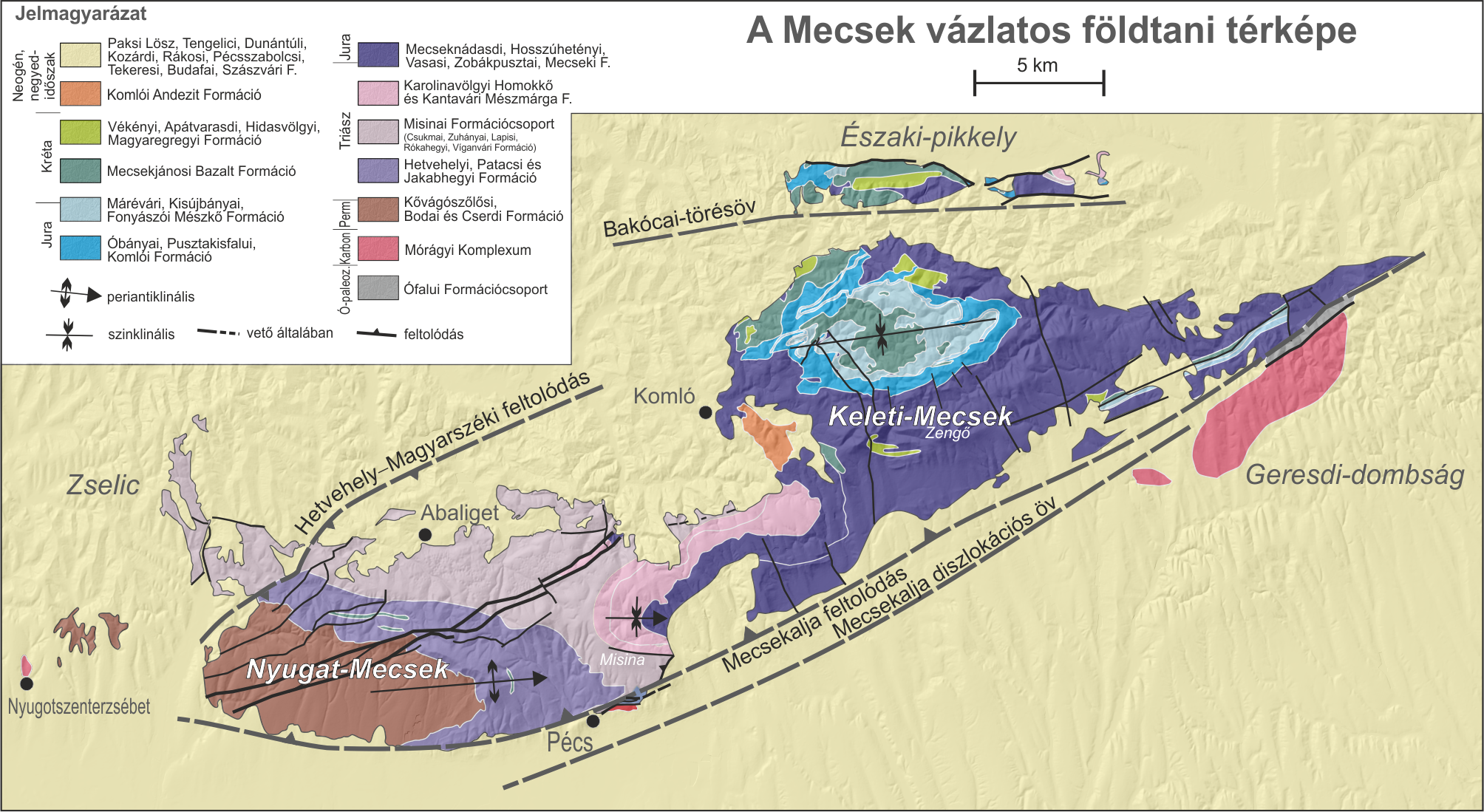
A Mecsek vázlatos földtani térképe

A kristályos aljzat (Mórágyi Komplexum) a variszkuszi hegységképződés idején alakult ki. A hegység felső részét alkotó ópaleozoos üledékek a karbon és kora-perm során lepusztultak, így a permben meginduló szárazföldi (folyóvízi, tavi) üledékek a Variszkuszi-hegység gyökérzónájából felszínre került metamorf és mélységi magmás kőzetekre  települnek. A rétegsorban megtalálható a permi riftesedésre (a kontinenslemez feldarabolódásának megindulására) utaló riolitvulkanizmus terméke is. 
A folyóvízi üledékképződés rövid ideig folytatódott a triász időszak kezdetén, majd megjelent a sekélytenger, kezdetben törmelékes, majd sókőzetes, később karbonátos üledéksorral. A középső- és késő-triászból regressziós (a tenger visszahúzódására utaló) rétegsort ismerünk, majd a jurában újabb riftesedés hatására gyors süllyedés következett. Az üledékképződés kezdetben lépést tartott a süllyedéssel, partszegélyi kőszéntelepes összlet, majd sekélytengeri finomtörmelékes üledékek halmozódtak fel több mint kétezer méter vastagságban. A jura riftesedési folyamat egy keskeny óceán (Alpi–Tethys-óceán) kialakulásához vezetett, amely leválasztotta a Tiszai-főegységet az európai kontinentális lemezről – miközben tőle délre a Tethys-óceán felnyílása zajlott. A mai Mecsek területe az Alpi–Tethys Magura-óceánágának déli kontinentális talapzata (selfje) peremén helyezkedett el, ennek gyors süllyedésével az üledékképződés már nem tudott lépést tartani. A Mecseknádasdi Homokkő anyaga ezért már zagyárként került az egyre mélyülő medencébe. A középső-jura végén és a késő-jurában a kétezer métert is meghaladó vízmélységben lassú üledékképződéssel a mélytengerekre jellemző radioláriás mésziszap rakódott le. Ekkorra a permben kezdődött üledékképződési megaciklus legalsó rétegei – az üledékvastagságból és tengermélységből számított süllyedésgörbe alapján – már 6-8 ezer méter mélységbe kerültek. 
A késő-jurában–kora-krétában a Magura-óceán aljzatában kifejlődött a bazaltos óceáni kéreg, ehhez a folyamathoz kapcsolódott a mecseki kora-kréta, tenger alatti bazaltvulkanizmus, amely telérek formájában a nyugat-mecseki idősebb kőzeteket is átszelte. A vulkanizmus idején és azt követően vulkáni törmelék halmozódott fel és folytatódott a mélytengeri üledékképződés. 
A kréta időszak közepe táján a lemeztektonikai mozgások megváltozása miatt megindult a Tethys- és az Alpi-Tethys – így a Magura-óceáni ág – bezáródása (a bazaltos óceáni kéreg kontinens alá tolódása, szubdukálódása), és a korábbi üledéksor redőkbe, takarókba torlódva kiemelkedett. A Mecseki-egység területén kialakult hegység fő tömege a mai mecseki területtől délebbre helyezkedett el. A középső-krétától a kora-miocénig tartó lepusztulás során a hegységközi medencékben is felhalmozódott törmelék, ilyen maradt fenn a paleogénből Szigetvár és Szentlőrinc környékén. 
A miocénben a mai Kárpátok mentén zajló lemeztektonikai folyamatok (a Magura-óceáni lemez maradékának szubdukciója, azaz az európai lemez alá bukása) következtében a terület ismét üledékgyűjtővé vált és andezitvulkanizmus indult. A törmelékes üledékképződés anyagát a folyók délről, a mai Görcsönyi-hátság és Dráva-medence területének kiemelt, hegységi területéről szállították, majd további süllyedéssel a mai Mecsek területének nagy részét sekélytenger borította el. Ennek nyomát mészkövek őrzik. Néhol nagyobb vízmélység is kialakult, ezekben a medencékben finomtörmelékes anyag rakódott le. Amikor a lemezmozgások következtében a Dinaridák és Kárpátok kiemelkedése megszüntette az üledékgyűjtő tengeri kapcsolatát, először csökkentsósvízi (újabb vélemények szerint túlsósvízi) faunával jellemzett mészkő keletkezett, majd kialakult a süllyedő Pannon-medence egészére kiterjedő, édesvizű Pannon-tó. Valószínűsíthető, hogy ekkor a mecseki terület kis része szigetként lepusztuló helyzetben volt, de a tó homoküledéke a Misina oldalában közel 400 m tengerszint feletti magasságból is előkerült.
A miocén legvégén – É–D-i kompressziós erőhatásra – északon a Hetvehelyi-feltolódás és Bakócai-törésöv, délen a Mecsekalja-feltolódás mentén a terület gyors emelkedésnek indult, ami a pliocénben és a negyedidőszak során is folytatódott. Ettől kezdve beszélhetünk a mai értelemben vett Mecsekről. A neogén (pannóniai és korábbi miocén) rétegek jórészt lepusztultak és csak a hegység peremén találhatók meg.

### I. A kaledóniai és variszkuszi ciklus óceáni fázisa
A variszkuszi orogenezist (hegységképződést) megelőző időszak képződményei alacsony metamorfózison átesett, kis kiterjedésű takaróroncsokként fordulnak elő a kristályos aljzatban, azaz a Variszkuszi-hegység maradványában. A Mecsek előterében a horváthertelendi és a szalatnaki fúrások tártak fel ritmusos, flis jellegű üledékekből keletkezett, nagyon alacsony fokú metamorfózison átesett képződményeket. A Szalatnaki Agyagpalának elnevezett rétegekből kora-szilur conodonta és graptolites fauna ismert, tehát ez az összlet az egyetlen bizonyítható képviselője a kaledóniai ciklusnak. A közepes metamorfózison átesett – az Ófalui Formációcsoportba sorolt – üledékes kőzetek korát és képződési környezetét már nem lehet meghatározni, a Variszkuszi(Rheic)-óceán bezáródását megelőzően és a kollízió során képződött karbonátok és molassz törmelékes üledékek átalakulásával keletkezhettek. 

### II. Variszkuszi hegységképződés, metamorfózis, kiemelkedés
A variszkuszi hegységképződés alsó-karbon, szudétai szakaszában, 330–350 millió éve alakult ki a terület kristályos aljzata, jelentős tömege gránit, jellemzően monzogránit összetételű (Mórágyi Komplexum). Anyakőzete bázisos és savanyú vulkanitbetelepüléses grauvakke és finomtörmelékes sorozat volt. A variszkuszi hegységképződés során kifejlődött, oldalelmozdulásos Mecsekalja diszlokációs övben tektonikus megabreccsát (szerkezeti mozgások során összekeveredett, több tíz vagy száz méteres, különböző kőzetblokkokból álló törmeléket) alkotó fillit, mészkő, gneisz, metahomokkő, amfibolit, metavulkanit és szerpentinit összefoglaló neve Ófalui Formációcsoport. Az Ófalui és Helesfai Szerpentinit testek a Variszkuszi-óceán bazaltos aljzatából származó, átalakult fragmentumok – takaróroncsok.

### III. Lepusztulási időszak
A karbon időszak nagy részében és még a perm elején is a terület mintegy 50 millió évig kiemelt, lepusztuló helyzetben volt, a Mecsekben nem ismerünk képződményeket ebből az időszakból. A hegységképződés során kiemelkedett rétegsor egészen a metamorf-magmás gyökérzónáig lepusztult, csak a már említett takaróroncsokban maradtak meg felismerhetően korábbi, kevésbé metamorfizált kőzetek.

### IV. a) Molassz üledékképződés és kontinentális rift vulkanizmus
A kora-permben dilatációs (széthúzó) erőhatások érvényesültek, a terület süllyedésnek indult, félárokszerkezet alakult ki. A klíma változása és a tektonikai tagolódás okozott időnként változást a szállított üledékanyag mennyiségében, szemcseméretében, szervesanyag-tartalmában, oxidáltsági viszonyaiban. A kezdetben lerakódott Korpádi Homokkő folyóvízi üledéksorának törmeléke elsősorban metamorf és gránit jellegű kőzetekből származik. A kora-perm végén megindult riolitvulkanizmus megszakította az üledékképződést. A kontinentális rift jellegű riolitvulkanizmus szokatlanul kiterjedt volt, az akkori Európa déli szegélyén hatalmas mennyiségű lávakőzetet és ignimbritet (összesült vulkáni törmeléket) eredményezett. Ez utóbbi alkotja a nyugat-mecseki fúrásokból is ismert, száz méter vastagságú Gyűrűfűi Riolit (újabban Gyűrűfűi Lapillitufa Formáció) anyagának nagy részét. A vulkanizmussal egy időben és azt követően lerakódó durvatörmelékes üledéksor anyagában is meghatározóvá vált a riolit törmeléke. A vulkanizmust követő illetve azzal részben egyidejű Cserdi Formáció ezer méter vastagságot elérő törmelékanyagának lerakódása után a klíma szárazabbá válására következtethetünk a Bodai Agyagkő playa tavi lerakódásából. Ekkor az időszakosan vízzel borított medencében ciklusos rétegsor képződött, 800 m vastagságban. A tavi üledékek a hegységperemen lerakódott osztályozatlan, durvatörmelékes összlettel (Begykúti Formáció) fogazódnak össze.

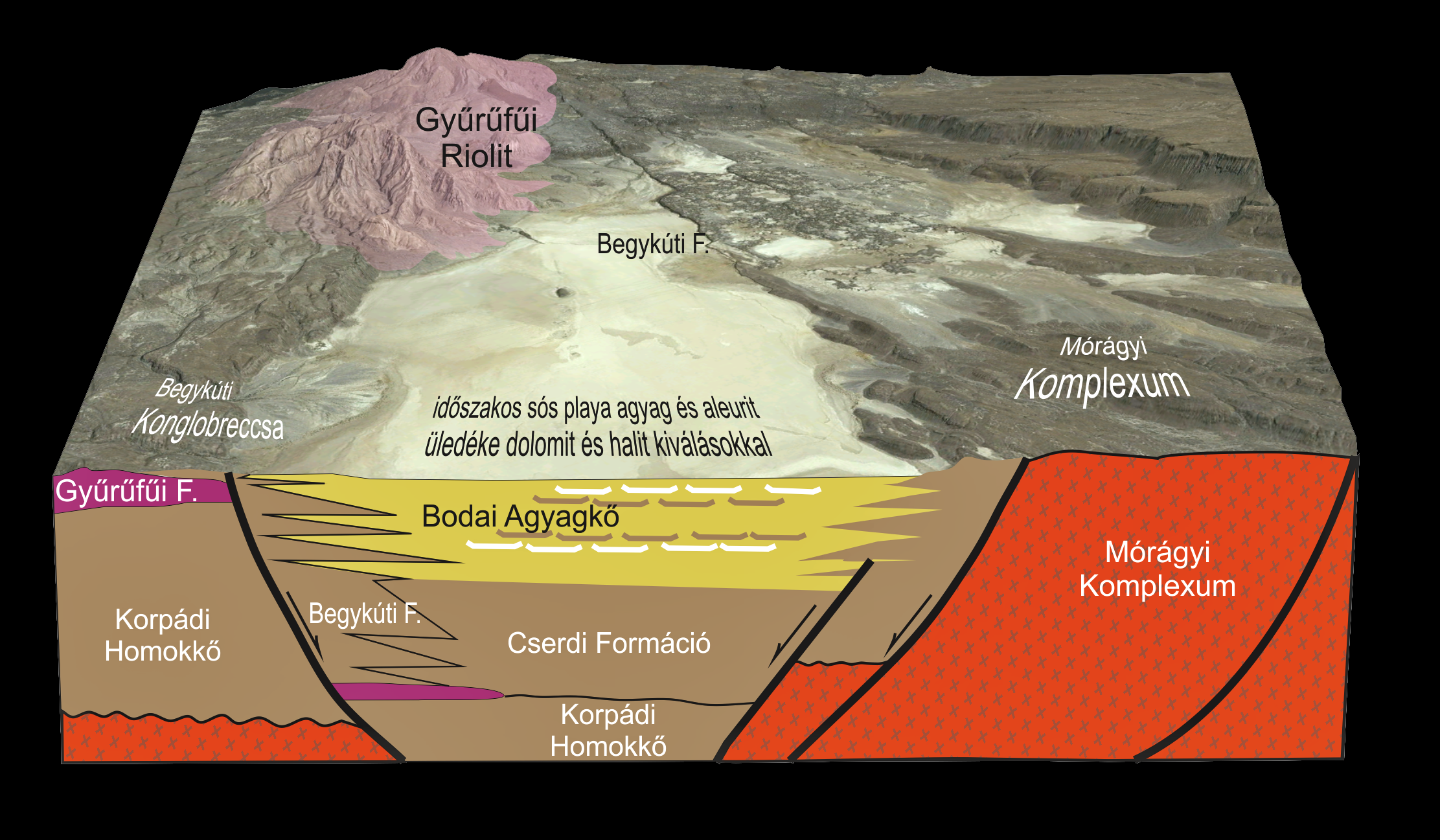
A Bodai Agyagkő képződési környezetének rekonstrukciója

A Bodai Agyagkőre települő Kővágószőlősi Homokkő 150–1200 m közötti horizontális vastagságváltozása is a félárokszerkezetet tükrözi. Lerakódása rövid ideig a kora-triászban is folytatódott (Tótvári Homokkő Tagozat). Folyóvízi ciklusok építik fel, amelyekben a durvaszemcsés medri konglomerátumokat és homokköveket finomszemű ártéri üledékek követik. A lerakódott üledék szemcséi között áramló felszín alatti víz a gránitos és riolitos lepusztulási területen kioldott urán komplex-ionjait szállította, amelyek redukáló (szerves anyagot tartalmazó) rétegekhez érve oldhatatlan vegyületként kicsapódtak. Ez az évmilliókig tartó folyamat eredményezte a roll-típusú üledékes uránérc kialakulását, amely a Kővágószőlősi Formáción belül a reduktív szürke homokkő (Kővágótöttösi Homokkő Tagozat) és az azt fedő, oxidált, vörös homokkő (Cserkúti Homokkő Tagozat) határán dúsul. Az uránércet csaknem ötven évig bányászták a Nyugat-Mecsekben. A csökkenő világpiaci ár és az egyre költségesebb termelés miatt 1998-ban befejezték a kitermelést.

### IV. b) Sekélytengeri rámpa időszaka

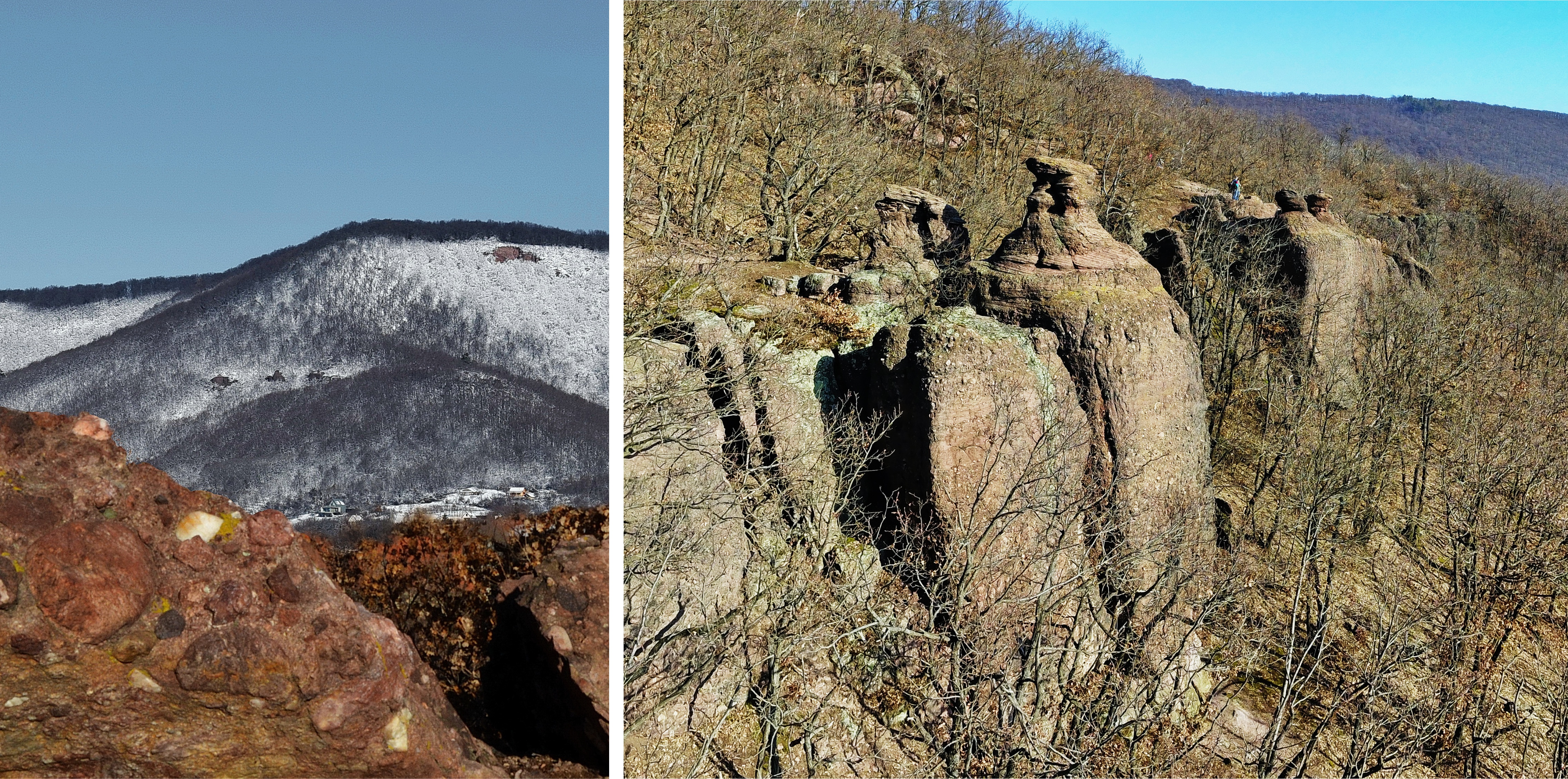
A Jakabhegyi Homokkő alapkonglomerátumának sziklaformái Cserkúton és a Jakab-hegy oldalában (Babás-szerkövek)

A (Neo)Tethys nyugat felé terjeszkedésével a Tiszai-főegység területe – az európai lemez déli szegélyeként – folyamatosan süllyedt. A kora-triászban a mecseki terület közelebb került a belső selfhez, a transzgresszió során egyenlejtes sekélytengeri rámpa alakult ki, amelyen sziliciklasztos (kvarc és földpátszemcsék túlsúlyával jellemezhető, kavicsos-homokos) üledék rakódott le. A Jakabhegyi Homokkő durva báziskonglomerátuma tektonikai hatást, a háttér kiemelkedését és a klíma csapadékosabbá válását jelzi. Különleges sziklaformái Cserkút közelében és a Jakab-hegy oldalában (Babás-szerkövek) találhatók a felszínen. A formáció nem csak a korábbi karbon–perm–alsó-triász üledékgyűjtő területét, hanem azon túlterjedve a korábbi lepusztulási területeket is lefedte. Ez transzgressziós (tenger-előrenyomulásos) jelleg, a formáció felső része már bizonyosan sekélytengeri környezetben, delta – árapályövi síkságon keletkezett. A szemiarid klímán lerakódott üledék vörös, lilásvörös színű, 250 méter vastagságú összletére jellemző, hogy fölfelé egyre finomabb szemű törmelék alkotja. A germán triász kifejlődési terület Buntsandstein homokkövével rokonítható. A Jakabhegyi Homokkövet évszázadokig bányászták, kovás kötőanyaga ellenállóvá teszi, használható volt építő- és malomkőnek.

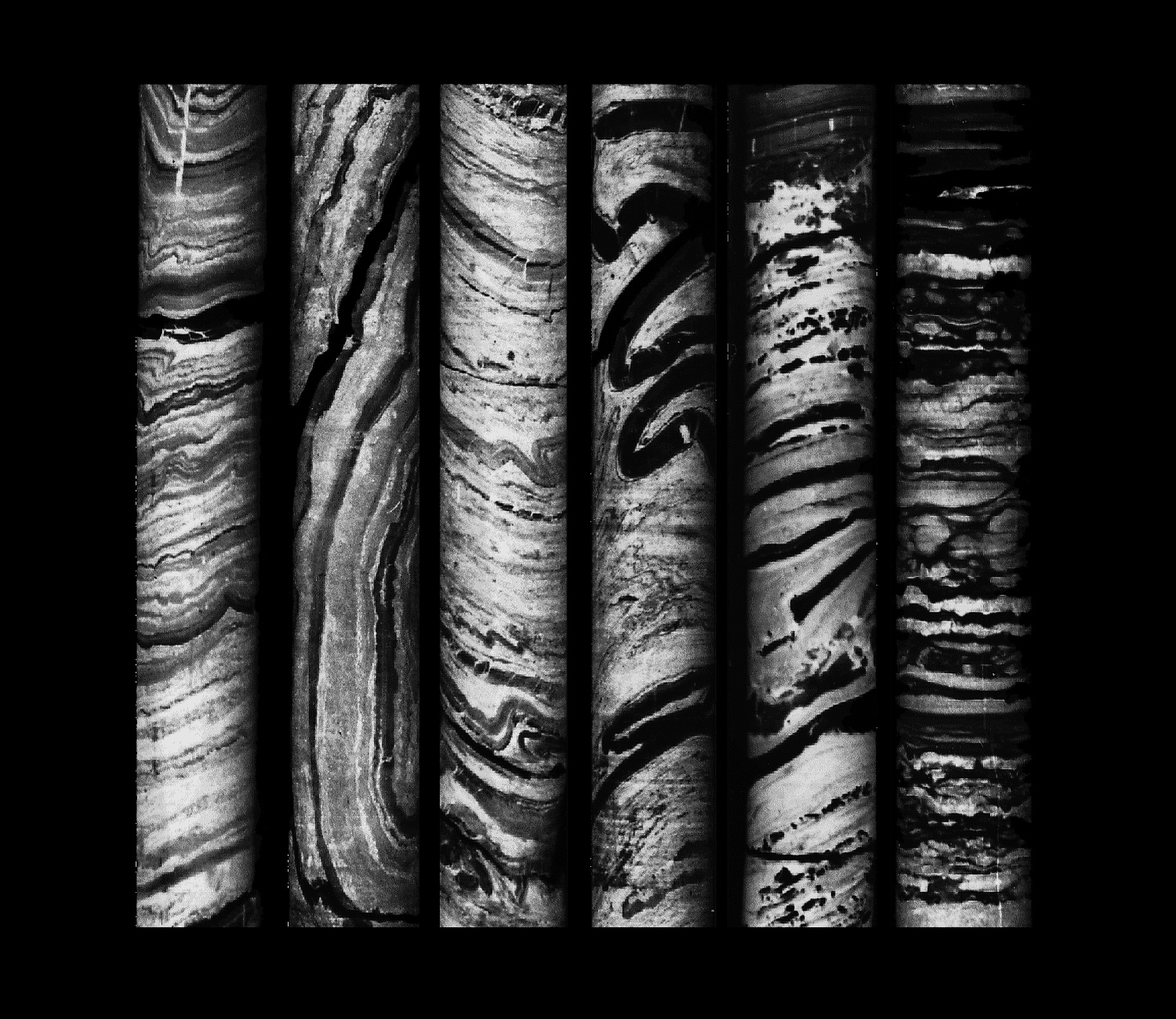
A Hetvehelyi Formáció anhidrit, gipsz, dolomit és agyagkő rétegei az abaligeti V. szerkezetkutató fúrásból, 660-680 m közötti mélységből. A fúrómagok átmérője ~9 cm

A formáció felett a 100 m vastag, már középső-triász, sekélytengeri kagylófaunát tartalmazó Patacsi Aleurolit Formáció települ, amely a germán kifejlődési terület ún. rőt homokkövével párhuzamosítható. Váltakozó zöld és vörös színét a képződési környezet változásaira vezetik vissza. Képződése során az éghajlat egyre szárazabbá vált, csökkent a beáramló törmelék mennyisége. A sekély tengerben egyre gyakrabban karbonátiszap ülepedett le, a sivatagos parti régióban (a szebkán) anhidrit vált ki. Ez a törmelékes és karbonátos rámpa közötti átmeneti időszak. A Perzsa-öbölhöz hasonlítható környezetben a túlsós vízből evaporitok (sókőzetek), főleg anhidrit és gipsz vált ki 200 m vastagságban (Hetvehelyi Formáció). A relatív tengerszint-emelkedés következtében a terület egésze víz alá került, és egyenlejtes karbonátos rámpa fejlődött ki. Ez a Misinai Formációcsoport mészköveinek keletkezési időszaka, megfelel a germán területek Muschelkalkjának. Legalsó tagja a legalább 100 m vastagságú Víganvári Mészkő Formáció. Felette hasonló, de nyíltabbvízi kifejlődés a Nyugat-Mecsekben nagy területen felszínre bukkanó, 200 m vastagságú Lapisi Mészkő. A két formáció között egy regressziós (tengerszint-csökkenéses) időszakot jelöl a 20 m vastag Rókahegyi Dolomit. Képződésekor a partszegélyi sekély víz időnként túlsóssá vált, majd ki is száradt, a kőzet a repedései mentén átkristályosodott, ennek nyomát őrzi a jellegzetes pszeudo- (ál)sztromatolit szerkezet. A Lapisi Mészkő képződésekor az aljzat oxigénellátottsága sokszor gyenge volt, amit a mészkő nagy szervesanyag-tartalma jelez, ezekben a rétegekben ritkák az ősmaradványok. Máskor a viharok teljesen átkeverték a vizet és viharüledék-rétegként kagylóhéjak, csigaházak, tengerililiom-vázelemek tömegét hagyták hátra. Emellett iszapmozgásos rétegek, földrengés hatására kialakult haránthasadásos rétegek és fúró szervezetek által létrehozott, gumósan málló rétegek jellemzik. A nyugat-mecseki karszt jelentős része ehhez a formációhoz kapcsolódik. Felette a triász rámpa legmélyebb vizű, legnyíltabb tengeri körülményeit mutató Zuhányai Mészkő települ. 80-100 méter vastag rétegsorában megjelennek a nyílt vízi faunaelemek (konodonták, ammoniteszek, nautiluszok). Egyes rétegeiben tömegesen fordulnak elő a Coenothyris vulgaris brachiopoda faj egyedei. Intraklasztit (helyben feldarabolódott mésziszap-törmelék) padjai, iszapcsúszásos gyűrt rétegei lejtőfáciesre utalnak. A Villányi-hegységben a Zuhánya bányában évtizedekig díszítőkőnek fejtették, az országban számos helyen találkozhatunk a belőle készült burkolólapokkal, lépcsőkkel, csiszolt díszítőelemekkel. Fedő képződményeinek 2–300 m vastag, változatos, sekélyebbvízi kifejlődése (Csukmai Formáció) a tengerszint csökkenését, a triász üledékképződési ciklus regressziós szakaszának kezdetét (Kozári Mészkő Tagozat), illetve egy rövid életű karbonátos platform kialakulását jelzik (Káni Dolomit Tagozat).

### IV. c) Regressziós szakasz

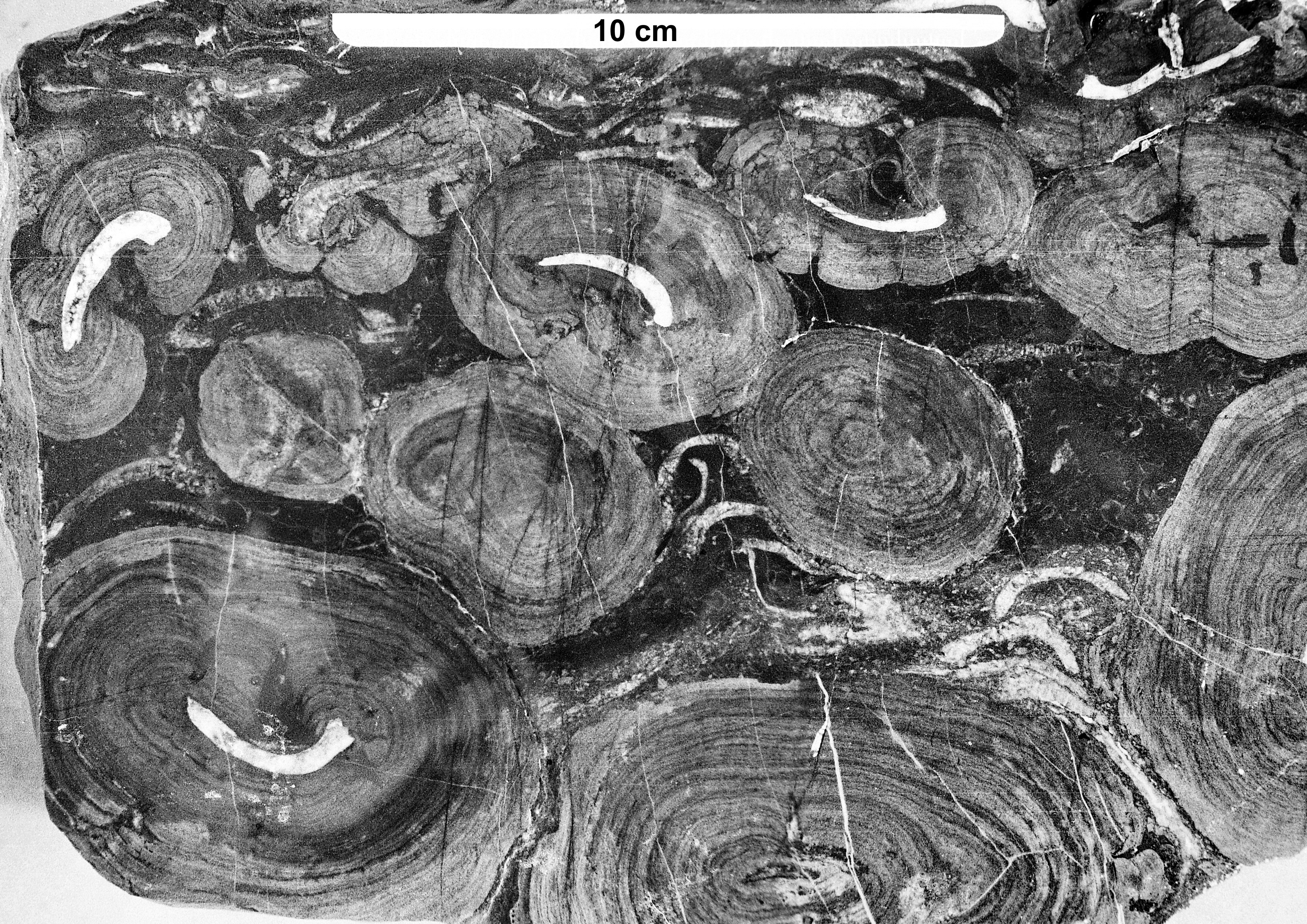
A Kantavári Mészmárga sztromatolit-onkoidos bázisrétege Dömörkapunál. A felületi csiszolaton látható, hogy az onkoidok laminái (sztromatolit-rétegei) Trigonodus kagylóhéjakon növekedtek

A középső-triász során a kiemelkedés regressziót eredményezett, a terület szárazulattá vált és erodálódott. A Kantavári Mészmárga erre az eróziós felszínre települ, Vágotpusztánál a Káni Dolomitra, Dömörkapunál a Kozári Mészkőre, Árpád-tető közelében egészen a Zuhányai Mészkőig lepusztult felszínre. A Kantavári Mészmárga rétegsora egy ritka képződménnyel, sztromatolit-onkoidos padokkal (Kisréti Rétegtag) indul. Felette a fekete, oxigénhiányos környezetben képződött mészmárga rétegek fajszegény tavi ősmaradványokat tartalmaznak, osztrakodákat (kagylós rákokat) tömegesen. Fedője, a felső-triász Karolinavölgyi Homokkő folyamatosan fejlődik ki a Kantavári Mészmárgából a törmelékszemcsék gyakoribbá válásával, a szemcseméret növekedésével. Folyóvízi, tavi rétegsora 400–600 m vastag. Üledékhézagokkal tarkított lerakódása hosszú szárazföldi időszak alatt ment végbe.

### V. Alpi ciklus rift és óceáni fázis
A triász időszak végén a (Neo)Tethys-óceán környezetében intenzív riftesedés indult, ami a jura időszakban teljesedett ki. Az Alpi–Tethys-óceán felnyílásával mikrolemezek váltak le az európai kontinensről, ezek közé tartozott a Tiszai-főegység is. A dilatációs erőhatások következtében a késő-triászban a variszkuszi eredetű Mecsekalja diszlokációs öv felújulásával lisztrikus vető jött létre, amely mentén félárokszerkezet alakult ki. Az ebben lerakódó, felső-triász–alsó-jura Mecseki Kőszén Formáció törmelékes, kőszéntelepes rétegsora északról dél felé 100 méterről 1200 méterre vastagszik. Kezdeti tavi-delta-partszegényi fáciesét egyre gyakrabban váltják sekélytengeri kifejlődések. A kőszenet mintegy kétszáz évig bányászták. A művelést egyrészt a magas kéntartalom, másrészt a bányászati költségeket megnövelő erős tektonizáltság, töredezettség és a metánveszély miatt fejezték be.

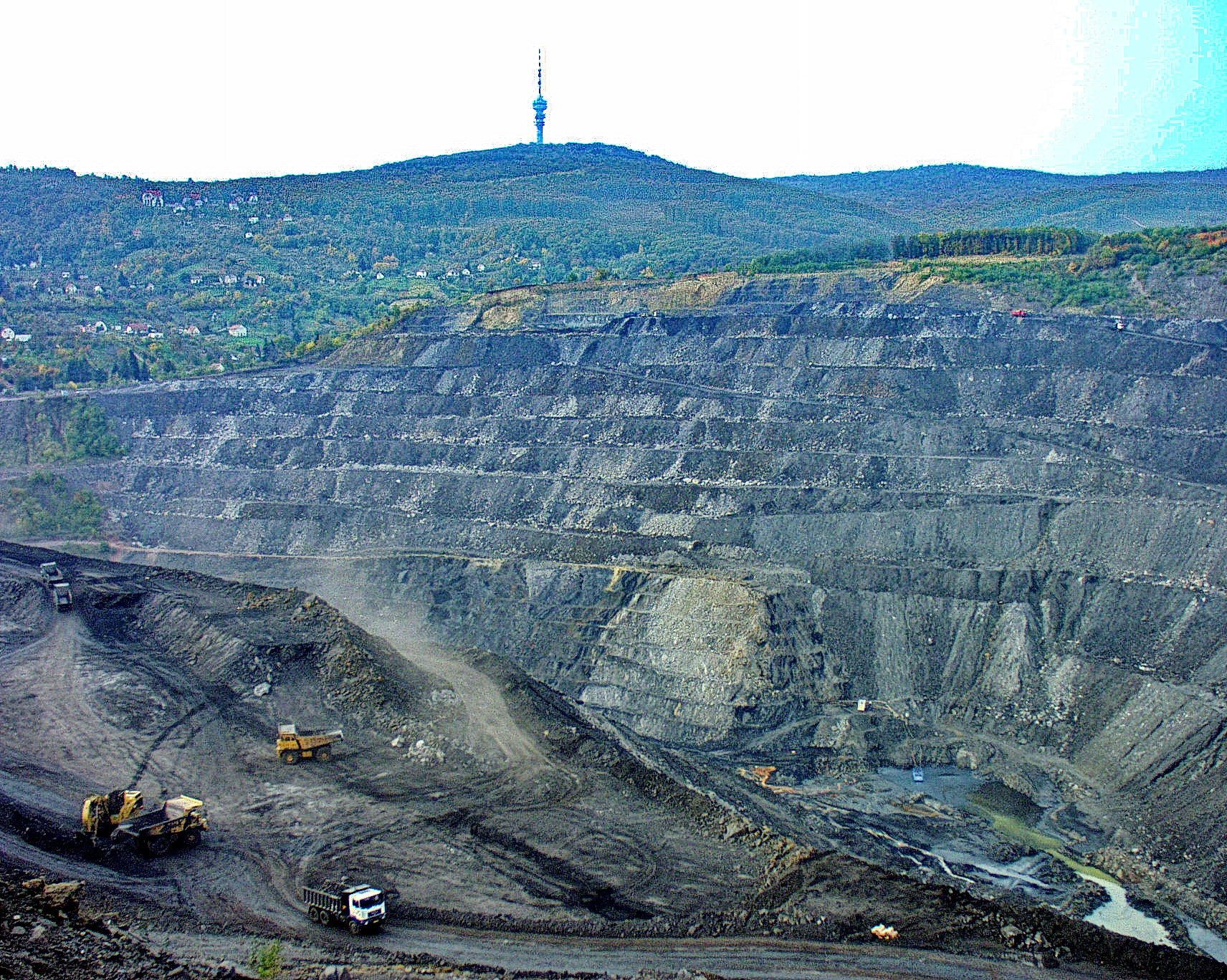
A Mecseki Kőszén Karolina-külfejtése keleti irányból

Az Alpi–Tethys továbbnyílásával kelet felé kialakult a Magura-óceáni ág, ennek déli selfjén folytatódott a Mecseki-egység süllyedése. A kora-jurában nagy vastagságú törmelékes üledéksor rakódott a kőszéntelepes összletre (Zobákpusztai Homokkő, Vasasi Márga, Hosszúhetényi Mészmárga) mintegy 1500 m vastagsággal. Az üledékképződés egyre kevésbé tudott lépést tartani a süllyedéssel, a Mecseknádasdi Homokkő anyaga már zagyként zúdult a medencébe, több száz méter vastag turbidit rétegsorával áthalmozott mészköves kifejlődés (Pusztakisfalui Mészkő) fogazódik össze. A Mecseknádasdi Homokkő képződését megszakította annak a 12 m vastag fekete, vékonyréteges, halmaradványos aleurolitnak (Rékavölgyi Aleurolit Formáció) a lerakódása, amelynek keletkezése a magas szervesanyag-tartalom alapján a toarci-emelet képződményeiben világszerte kimutatott éghajlati változással, az ún. toarci-eseménnyel lehet kapcsolatos. Feljebb a rétegsorban egyre mélyebbvízi fáciesű üledékeket találunk, a törmelékanyag már nem jutott el a medencébe, ahol lassú üledékképződéssel mésziszap, radioláriás mésziszap rakódott le gazdag ammonitesz és krinoidea faunával (Komlói Mészmárga, Óbányai Mészkő, Fonyászói Mészkő, Kisújbányai Mészkő, Márévári Mészkő). Ezeknek a középső-felső-jura formációknak 30 millió év alatt mindössze ~150 méter lett a vastagsága. (A jura ezt megelőző időszakában 25 millió év alatt az üledékvastagság elérte a háromezer métert.) Az üledékvastagságból és a vízoszlop magasságából számított süllyedés meghaladta az ötezer métert. A Márévári Mészkő képződése átnyúlt a kréta időszak elejére.

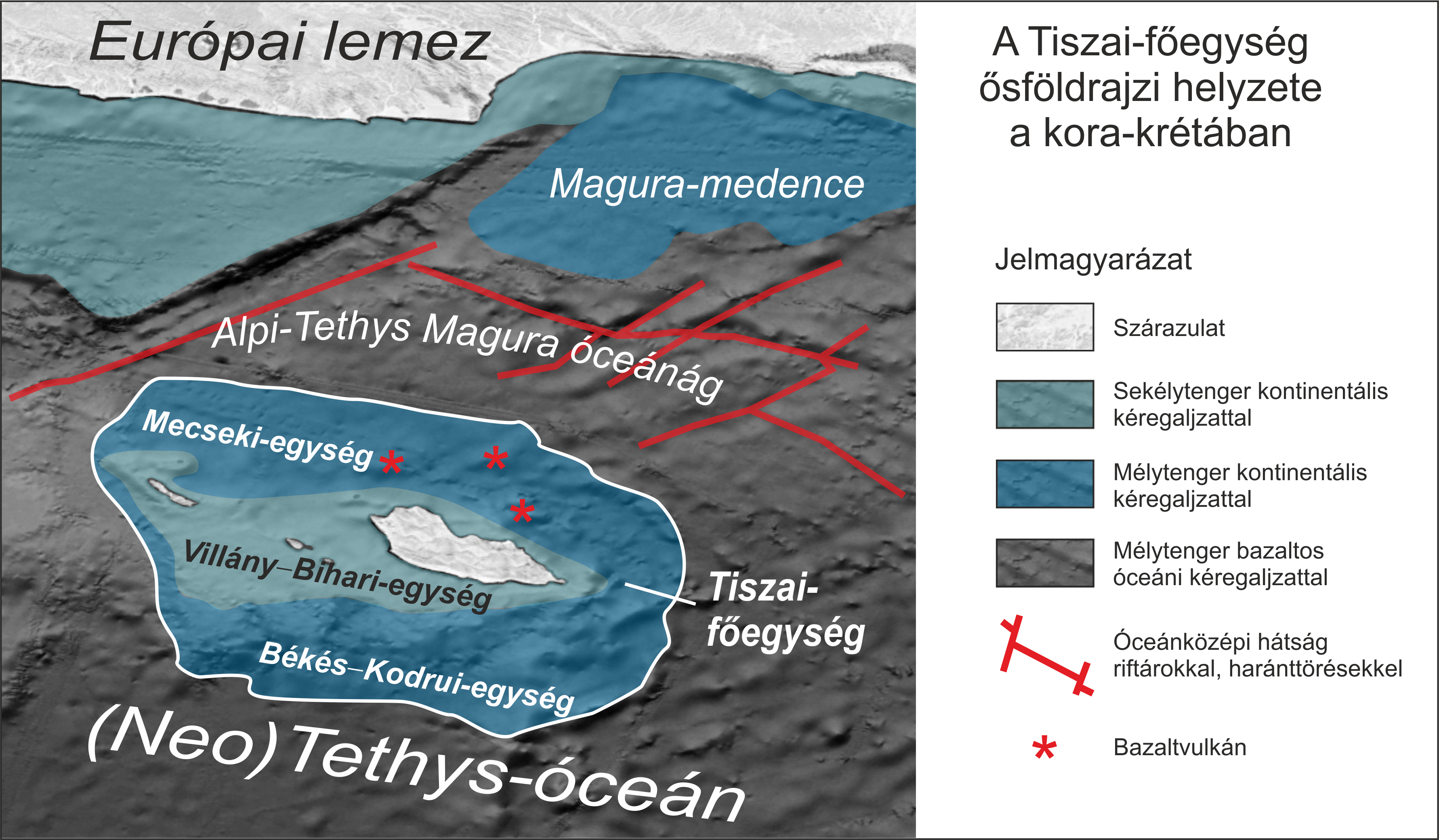
A Tiszai-főegység ősföldrajzi helyzete a kora-krétában. A jura időszakban felnyílt Magura-óceánág választotta el az európai lemeztől a Tiszai-főegységet. A főegység területén nyílt vízi/mélytengeri üledékképződés folyt, kivéve a Villány–Bihari-egységét, ahol a szigeteket sekély tenger övezte.

A Magura-óceán aljzatában ekkorra már kialakult a bazaltos óceáni kéreg, a hozzá kapcsolódó kontinentális riftzónában a kora-krétában bazaltvulkánok épültek (Mecsekjánosi Bazalt), amelyeken atollzátonyok fejlődtek. A bazaltvulkánok pusztulásával azok környezetében halmozódott fel a Magyaregregyi Konglomerátum durvatörmelékes anyaga, ami a medencében képződött Hidasvölgyi Márgával fogazódik össze. Velük egy időben, sekélyebb vízi környezetben fejlődött ki az Apátvarasdi Mészkő, így heteropikus fáciesek.
Jóval későbbi, de még mindig mélyebbvízi kifejlődés a Vékényi Márga Formáció. Nem ismert a közbenső rétegsor, de feltételezhető, hogy folyamatos volt az üledékképződés.

### VI. a) Alpi orogenezis ausztriai, szubhercini–larámi fázis
A kréta időszak közepe táján a lemeztektonikai folyamatok változásával megindult a Tethys-óceán és az alpi-tethysi Magura-óceáni ág bezáródása, a kompresszió következtében a permben kezdődött üledékképződési megaciklus rétegsora redőkbe, takarókba torlódva kiemelkedett (alpi tektonikai ciklus, ausztriai fázis vége, larámi és szubhercini fázis). Ekkor alakult ki a Nyugat-Mecsek antiklinális és a Keleti-Mecsek szinklinális szerkezete.

### VI. b) Lepusztulási időszak
A lepusztulási időszakokból általában nem maradnak fenn üledékek. Szerencsés kivétel az 500 m vastagságú, vörös, rosszul osztályozott Szentlőrinci Formáció aleurolitja-homokköve, amely hegységközi medencében halmozódott fel (intramontán molassz) a késő-eocénben – kora-oligocénben. Szigetvári és szentlőrinci fúrásokból ismert.
A mintegy 50 millió évig tartó eróziós időszak során a kialakult hegység a mai Keleti-Mecsek területén a jura-kréta rétegekig, a Nyugat-Mecsekben a perm és triász rétegekig sőt, a legnyugatabbi részeken (Nyugotszenterzsébetnél) egészen a variszkuszi gránitig lepusztult. Így azok a képződmények kerültek a felszínre, amelyek a kréta időszak elején hat-nyolcezer méter mélységet jártak meg.

### VI. c) A Pannon-medence szinrift (riftesedéssel egyidejű) fázisa
A Pannon-medence kialakulása a még megmaradt Magura-óceán aljzatának szubdukciója (az európai lemez alá tolódása) során az óceáni lemez hátrálására bekövetkező extenziós medencefejlődéssel, riftesedéssel kezdődött a miocénben. A kora-szinrift fázis idején kialakuló árkokban folyóvízi üledékképződés indult meg, ekkor képződött a mecseki területen a Szászvári Formáció. A tágulásos folyamatokat intermedier vulkanizmus kísérte, amit a Délkelet-Dunántúlon a szubvulkáni és teléres kifejlődésű Mecseki Andezit Formáció képvisel. A szinrift fázisban – a Mecsekalja diszlokációs öv és a Bakócai-törésöv mentén történt oldaleltolódások következtében – pull-apart medencék mélyültek a mai mecseki terület északi, majd déli oldalán. A kis kiterjedésű, gyorsan süllyedő és szélesedő üledékgyűjtőkben már mélyebb tengeri fáciesek is megjelentek, a tágabb terület a Paratethys részeként szigettengeri környezetté formálódott. A bádeni korszak végén a változatos környezetben egy időben képződtek, fogazódtak össze a folyóvízi (Szászvári Formáció), a deltafront-partszegélyi-sekélytengeri (Budafai, Rákosi, Pécsszabolcsi Formáció) valamint a neritikus (Tekeresi Slír) üledékek (tehát heteropikus fáciesek). Különösen a sekélytengeri képződmények tartalmaznak gazdag szubtrópusi faunát, leggyakoribbak a puhatestűek (Pecten, Cardium, Turritella) és a tengeri sünök (Clypeaster) képviselői.
A miocén sorozatban két, néhány méter vagy néhány tíz méter vastag tufaszintet lehet elkülöníteni (Gyulakeszi Riolittufa, Tari Dácittufa).

### VI. d) Posztrift (riftesedést követő) fázis
A Dinaridák és Kárpátok kiemelkedésével a Paratethys középső medencéjének megszűnt a tengeri kapcsolata. Az ekkor keletkezett Kozárdi Mészkő faunája már csökkentsósvízi (újabb értékelés szerint túlsósvízi) környezetet jelez. Tekeresi feltárásából számos, jó minőségű halmaradvány és egy delfinkoponya is előkerült. Az üledékgyűjtőből ~12 millió évvel ezelőtt fejlődött ki az édesvizű Pannon-tó, amely a Dél-Dunántúl nagy részét is elborította. A Mecsek környékén medenceperemi üledékképződés uralkodott. A főleg aleuritból és agyagmárgából álló tavi üledékeket (Peremartoni Formációcsoport) mintegy 8 millió éve váltotta fel a durva, homokos sorozat (Dunántúli Formációcsoport). A Pannon-medence alatti litoszféra riftesedést követő (poszt-rift) termikus süllyedése miatt mélyülő medencében nyomultak előre a durvább törmeléket szállító folyóvízi deltafrontok, és körülölelték a szigetként kiálló hegységeket. A Pannon-tóból a Mecsek legfeljebb alacsony szigetként állt ki: a ma ismert legmagasabban fekvő pannóniai üledékek 200 m-rel vannak alacsonyabban a Nyugat-Mecsek csúcsainál. A tóban endemikus puhatestű fauna alakult ki (Lymnocardium, Congeria), de a Mecsek környékén a lepusztuló miocén üledékekből származó, áthalmozott ősmaradványok a leggyakoribbak (cápafogak, delfin- és tengeritehén-csontok). 
Feltöltődéssel a miocén végén, ~6 millió évvel ezelőtt vált szárazulattá a terület.

### VI. e) A Pannon-medence inverziója

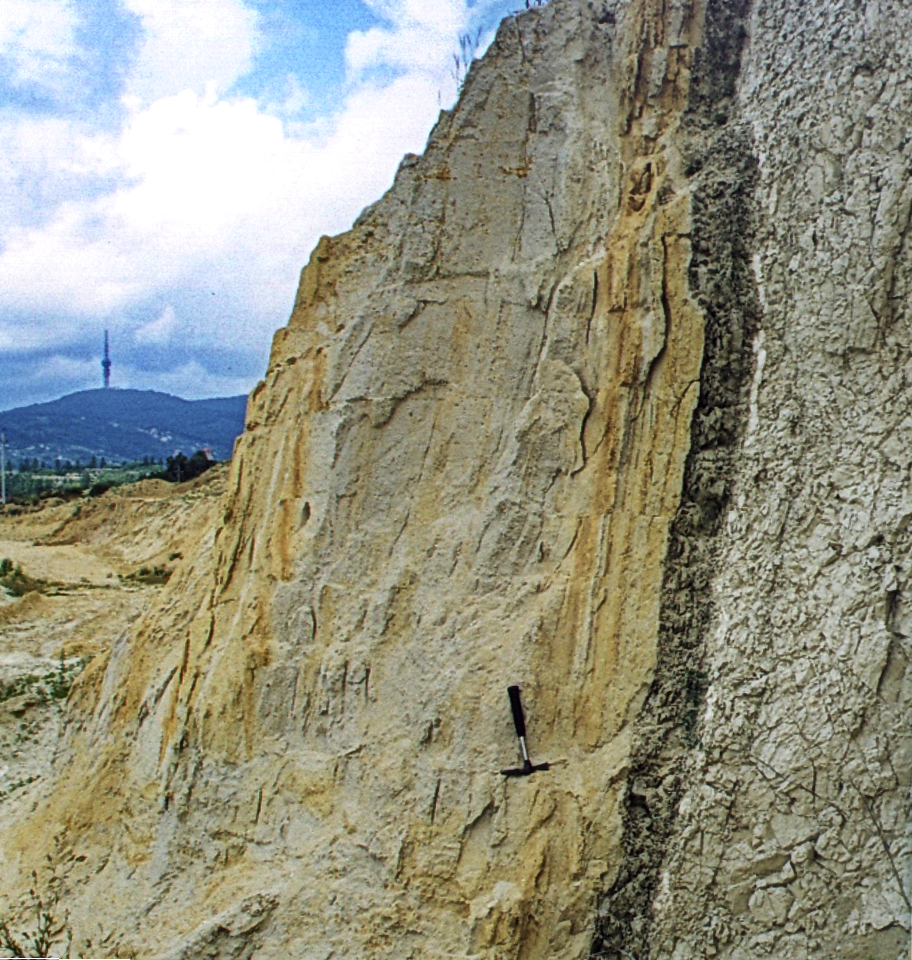
A fiatal szerkezeti mozgások látványos hatása Danitz-pusztán. A pannóniai tavi rétegek a hegység kiemelkedése során függőleges helyzetbe kerültek

A Kárpát-medencében általános süllyedést és tágulásos tektonikát a Dél-Dunántúlon a miocén végén, a késő-pannóniai korszak első felében váltotta fel a ma is jellemző kompresszió, amit inverzióként tárgyal a szakirodalom. A kompressziós erőhatás a hegységperemi üledékek felgyűrődésében és feltolódásos deformációjában, a hegység emelkedésében nyilvánult meg. A kiemelkedés délen a Mecsekalja diszlokációs öv felújulásával a Mecsekalja-feltolódás mentén, északon a Hetvehely–Magyarszéki-feltolódás és a Bakócai-törésöv mentén zajlott. A szerkezeti mozgások következtében a pliocén–kvarter üledékek elterjedése, fáciese és vastagsága erősen változó, a medencékben vastagságuk elérheti a 100 métert, míg a hegységelőtér egyes emelkedő részein, főleg keleten, a pannóniai képződmények felső része is erodálódott.
A pliocén az őslénytani leletek alapján változóan csapadékos (szemiarid – nedves) szubtrópusi éghajlatú volt, a nyílt sztyepptől a zárt erdőkig terjedő növényzettel. A hegység előterében kiterjedt hegylábfelszínek alakultak ki, melyeket terra rossa fedett. A pliocén üledékek jellemzően folyóvízi homokból és iszapból, valamint mocsári és talajeredetű tarka- és vörösagyagokból állnak (Tengelici Vörösagyag Formáció), amelyek képződése a pleisztocénbe is átnyúlt. A vörösagyagok részben szél szállította agyagból-kőzetlisztből keletkeztek. 
A pleisztocén során a kárpáti jégtakaróról lezúduló hideg szelek fagyos és száraz klímát okoztak, amit a Mecsekben talált szél csiszolta kavicsok is alátámasztanak. A hideg időszakokat (glaciálisokat) löszképződés jellemezte, az enyhébb időszakokból (interglaciálisokból) paleotalajok maradtak fenn. A szárazföldi rétegsor időnként/helyenként lepusztult, ezért jellemzően csak a legfiatalabb, késő-pleisztocén würmi löszök találhatók meg a területen. Würmi löszből került elő a pécsi mamut maradványa is.

## Vízrajz

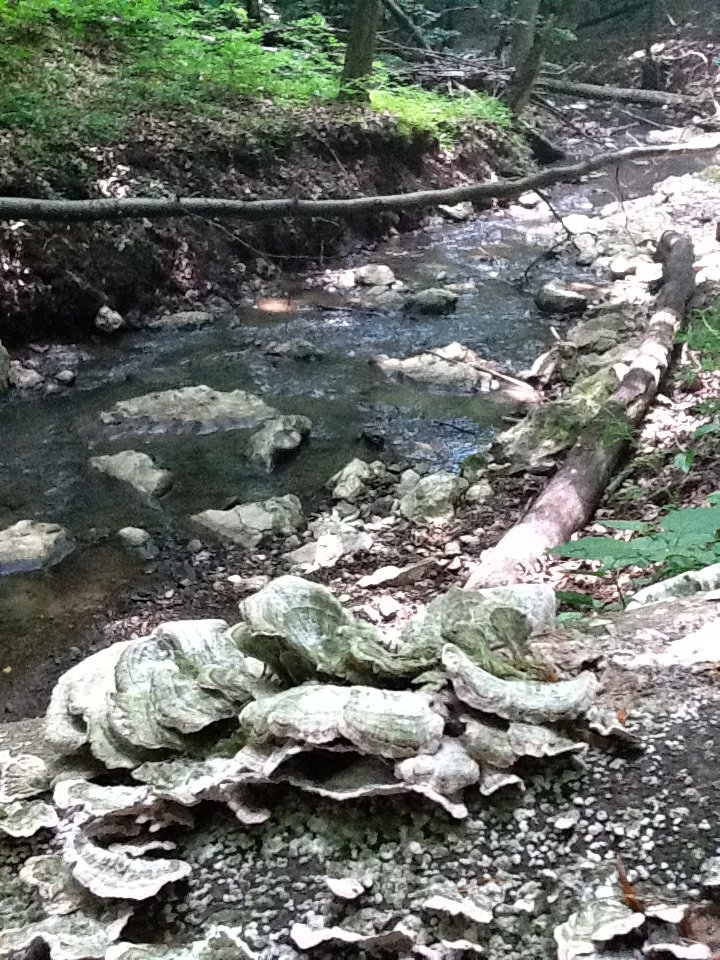
Patak a Hidasi-völgyben

A Mecsek fő vízgyűjtője északon a Völgységi-patak, északnyugaton a Baranya-csatorna, délnyugaton a Pécsi-víz, délen a Vasas-Belvárdi-vízfolyás. Ezeket a Mecsek mintegy ezer forrása táplálja.

## Éghajlat
A hegység klímájában mediterrán és kontinentális hatások egyaránt érvényesülnek. Az északi és déli lejtők között jelentős éghajlati különbség alakult ki. Az északi ill. magasabb területeken az éves csapadék mennyisége 800, a többi részen 700 mm. A napfényes órák száma évente 2000–2100, az évi középhőmérséklet 9–12.

## Élővilág

### Flóra

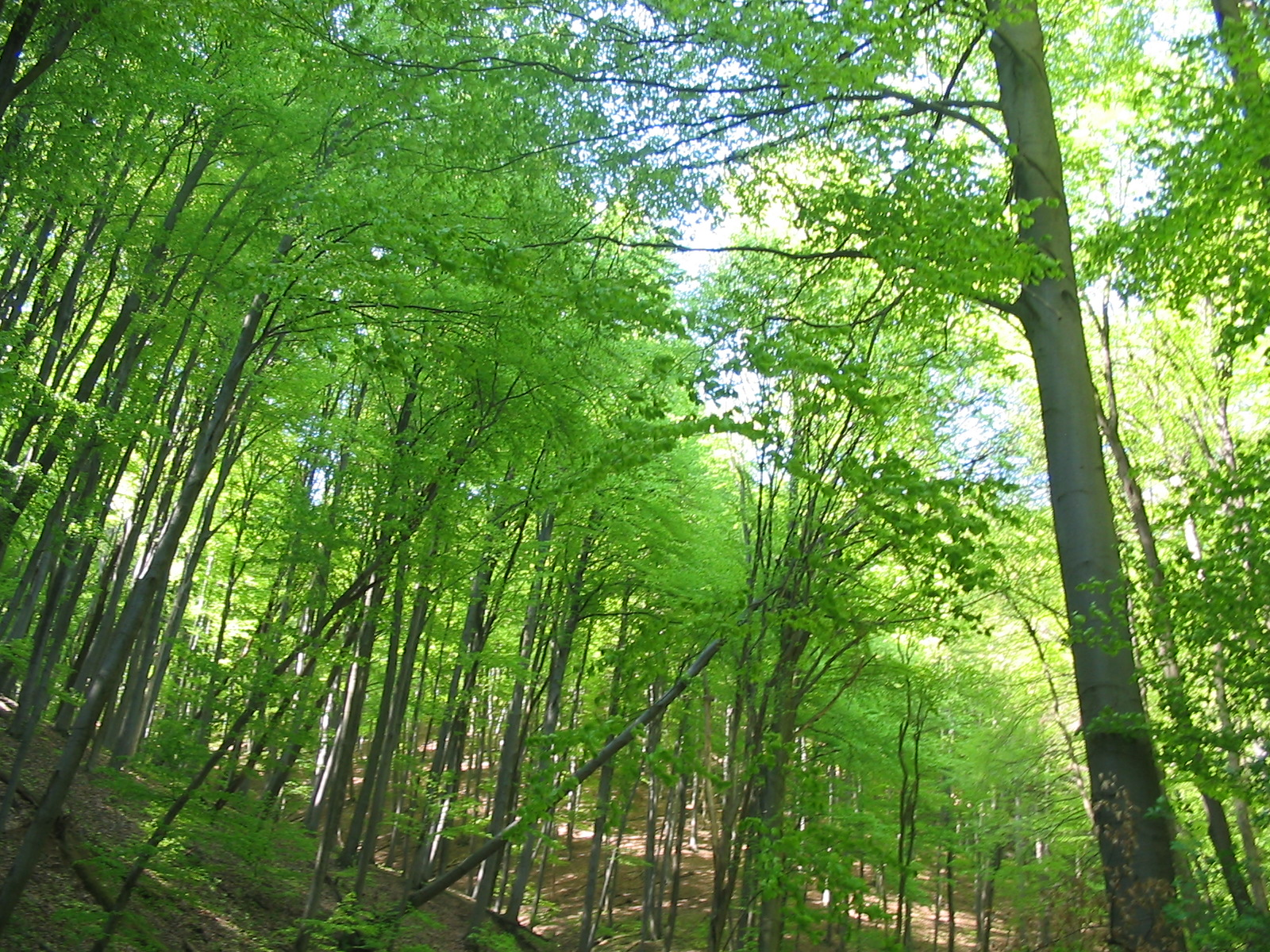
Bükkerdő Óbánya közelében

A Mecsek növényvilágát jellegzetessé teszi az a 20–30 olyan növényfaj, amely a Kárpát-medencében máshol nem él, valamint az a 13 különleges növénytársulás, amely csak itt fordul elő. A hegységben száznál több védett és fokozottan védett növényfaj él. Számos faj Európában itt éri el földrajzi elterjedésének északi határát, tehát a hegységtől északra nem (vagy csak nagyon szórványosan) fordul elő. Ilyen  például az aranyos baraboly (Chaerophyllum aureum), a baranyai peremizs (Inula spiraeifolia), az illatos hunyor (Helleborus odorus), az olasz müge (Asperula taurina ssp. leucanthera) és a majomkosbor (Orchis simia). A nevezetes bennszülött (endemikus) növények közül fokozottan védett, kiemelt természeti érték a bánáti bazsarózsa (Paeonia officinalis ssp. banatica). Ezek a fajok erőteljes balkáni színezetet adnak a Mecsek vegetációjának.
A Mecsek erdőségeit nagyrészt tölgyesek alkotják, amelyekbe az északi lejtőkön gyertyán keveredik. A déli lejtőkön jellemzőek a nagy kiterjedésű karsztbokorerdők és sziklagyepek. A magasabb tetőkön és az északi oldalakon szép bükkösök is vannak. A tölgyesekben gyakori a szelídgesztenye.
A Mecsekben mintegy 2000 töbör, vagy más néven dolina alakult ki. A hegység dolináiban, illetve egyéb élőhelyein a következő növények alkotnak növénytársulást: montán elterjedésű fajok: mezei juhar (Acher campestre), korai juhar (Acer platanoides), hegyi juhar (Acer pseudoplatanus), karcsú sisakvirág (Aconitum variegatum subsp. gracile), farkasölő sisakvirág (Aconitum vulparia), fekete békabogyó (Actaea spicata), podagrafű (Aegopodium podagraria), indás ínfű (Ajuga reptans), kányazsombor (Alliaria petiolata), medvehagyma (Allium ursinum), bogláros szellőrózsa (Anemone ranunculoides), kis bojtorján (Arctium minus), párlópimpó (Aremonia agrimonoides), foltos kontyvirág (Arum maculatum), erdei tündérfürt (Aruncus dioicus), olasz müge (Asperula taurina), gímpáfrány (Asplenium scolopendrium), aranyos fodorka (Asplenium trichomanes), zöld fodorka (Asplenium viride), nagy völgycsillag (Astrantia major), erdei hölgypáfrány (Athyrium filix-femina), nadragulya (Atropa belladonna), erdei gyöngyköles (Buglossoides purpurocaerulea), kányaharangvirág (Campanula rapunculoides), keserű kakukktorma (Cardamine amara), hagymás fogasír (Cardamine bulbifera), bókoló fogasír (Cardamine enneaphyllos), Haller kövifoszlár (Cardaminopsis halleri), (Carex divulsa), lecsüngő sás (Carex pendula), bükksás (Carex pilosa), ritkás sás (Carex remota), erdei sás (Carex sylvatica), közönséges gyertyán (Carpinus betulus), fehér madársisak (Cephalanthera damasonium), erdei madárhúr (Cerastium sylvaticum), vadcseresznye (Cerasus avium), aranyos baraboly (Chaerophyllum aureum), vérehulló fecskefű (Chelidonium majus), aranyos veselke (Chrysosplenium alternifolium), erdei varázslófű (Circaea lutetiana), erdei iszalag (Clematis vitalba), borsfű (Clinopodium vulgare), húsos som (Cornus mas), odvas keltike (Corydalis cava), európai mogyoró (Corylus avellana), cseregalagonya (Crataegus laevigata), egybibés galagonya (Crataegus monogyna), hólyagpáfrány (Cystopteris fragilis), szegfűbogyó (Cucubalus baccifer), csomós ebír (Dactylis polygama), farkasboroszlán (Daphne mezereum), keleti zergevirág (Doronicum orientale), északi sárkányfű (Dracocephalum ruyschiana), pelyvás pajzsika (Dryopteris affinis), szálkás pajzsika (Dryopteris carthusiana), széles pajzsika (Dryopteris dilatata), hegyi pajzsika (Dryopteris expansa), erdei pajzsika (Dryopteris filix-mas), széleslevelű nőszőfű (Epipactis helleborine), csőrös nőszőfű (Epipactis leptochila), széleslevelű nőszőfű (Epipactis helleborine), bíboribolya nőszőfű (Epipactis purpurata), bibircses kecskerágó (Euonymus verrucosus), sédkender (Eupatorium cannabinum), erdei kutyatej (Euphorbia amygdaloides) európai bükk (Fagus sylvatica), (Festuca drymeia), óriás csenkesz (Festuca gigantea), salátaboglárka (Ficaria verna), erdei szamóca (Fragaria vesca), magas kőris (Fraxinus excelsior), sárga tyúktaréj (Gagea lutea), kikeleti hóvirág (Galanthus nivalis), erdei sárgaárvacsalán (Galeobdolon luteum), nagyvirágú kenderkefű (Galeopsis speciosa), ragadós galaj (Galium aparine), szagos müge (Galium odoratum), fodros gólyaorr (Geranium phaeum), nehézszagú gólyaorr (Geranium robertianum), erdei gyömbérgyökér (Geum urbanum), közönséges borostyán (Hedera helix), illatos hunyor (Helleborus odorus), nemes májvirág (Anemone hepatica), korábban (Hepatica nobilis), pettyes orbáncfű (Hypericum maculatum), pázsitos nőszirom (Iris graminea), szibériai nőszirom (Iris sibirica), erdei galambvirág (Isopyrum thalictroides), magyar varfű (Knautia drymeia), kónya vicsorgó (Lathraea squamaria), tarka lednek (Lathyrus venetus), tavaszi lednek (Lathyrus vernus), közönséges fagyal (Ligustrum vulgare), turbánliliom (Lilium martagon), erdei holdviola (Lunaria rediviva), (Luzula pilosa), vízi peszréce (Lycopus europaeus), egyvirágú gyöngyperje (Melica uniflora), erdei szélfű (Mercurialis perennis), erdei csitri (Moehringia trinervia), egyvirágú kiskörtike (Moneses uniflora), madárfészek kosbor (Neottia nidus-avis), erdei madársóska (Oxalis acetosella), farkasszőlő (Paris quadrifolia), szelíd keserűfű (Persicaria mitis), buglyospáfrány (Phegopteris connectilis), fehér sarkvirág (Platanthera bifolia), fürtös salamonpecsét (Polygonatum multiflorum), pávafarkú salamonpecsét (Polygonatum verticillatum), karéjos vesepáfrány (Polystichum aculeatum), díszes vesepáfrány (Polystichum setiferum), rezgő nyár (Populus tremula), szártalan kankalin (Primula vulgaris), vadcseresznye (Prunus avium), orvosi tüdőfű (Pulmonaria officinalis), csertölgy (Quercus cerris), kocsánytalan tölgy (Quercus petraea), gyapjas boglárka (Ranunculus lanuginosus), kúszó boglárka (Ranunculus repens), havasi ribiszke (Ribes alpinum), fehér akác (Robinia pseudoacacia), erdei rózsa (Rosa arvensis), havasalji rózsa (Rosa pendulina), borzas szeder (Rubus hirtus agg.), kövi szeder (Rubus saxatilis), erdei lórom (Rumex sanguineus), szúrós csodabogyó (Ruscus aculeatus), lónyelvű csodabogyó (Ruscus hypoglossum), enyves zsálya (Salvia glutinosa), fekete bodza (Sambucus nigra ), göcsös görvélyfű (Scrophularia nodosa), tavaszi görvélyfű (Scrophularia vernalis), piros mécsvirág (Silene dioica), zöldvirágú habszegfű (Silene viridiflora), keserű csucsor (Solanum dulcamara), rojtos tőzegmoha (Sphagnum fimbriatum), havasi tisztesfű (Stachys alpina), erdei tisztesfű (Stachys sylvatica), mogyorós hólyagfa (Staphylea pinnata), olocsáncsillaghúr (Stellaria holostea), tyúkhúr (Stellaria media), gumós nadálytő (Symphytum tuberosum subsp. nodosum), pirítógyökér (Tamus communis), kislevelű hárs (Tilia cordata), nagylevelű hárs (Tilia platyphyllos), ezüst hárs (Tilia tomentosa), hegyi szil (Ulmus glabra), nagy csalán (Urtica dioica), ösztörűs veronika (Veronica chamaedrys), (Veronica montana), erdei ibolya (Viola reichenbachiana).

### Fauna
Az itt élő kétéltűek és hüllők minden faja védett. A hegységen átvezető autóutak mentén néhol terelőhálókkal védik őket az elgázolástól. Az Orfűi-tavaknál és az Egregyi-víztározónál tavaszonta rendezett békamentő táborok önkéntesei ezrével mentik meg ezeket az állatokat.

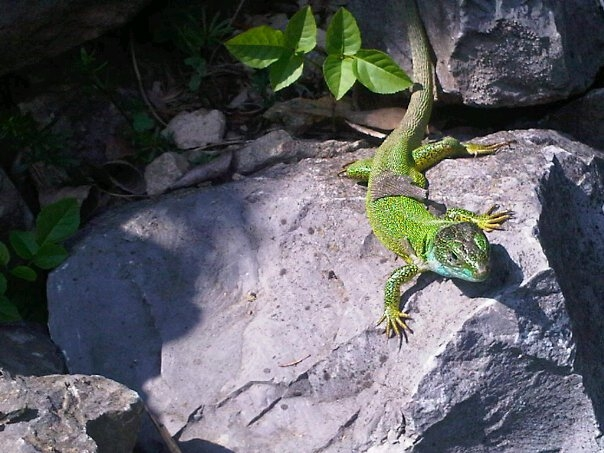
Zöldgyík Orfűn

A hegység néhány jellemző állata, rendszertani csoportok szerint:
- Puhatestűek: magyar vakcsiga, keleti ajtóscsiga (mindkettő védett)
- Rákok: folyami rák (pl. a Réka-völgyi Halász-patakban)
- Rovarok: sárgasávos hegyi szitakötő (Magyarországon csak a Melegmányi-völgyben és Zobákpuszta mellett fordul elő); imádkozó sáska, fűrészlábú szöcske, áttelelő sáska; tarszák (magyar, kárpáti, szerény); óriás énekeskabóca, mannakabóca; szarvasbogár, orrszarvúbogár, havasi cincér, atracélcincér (ez utóbbi csak Pécsvárad mellett él); farkasalmalepke, fecskefarkú lepke, kardoslepke, kis apollólepke, magyar boglárka, nagy tűzlepke, kék lonclepke, díszes tarkalepke, nagy pávaszem, továbbá ritka bagolylepkék (pl. díszes csuklyásbagoly), araszolók és szövőlepkék (köztük a tenyérnyi méretű szőrös tölgy-selyemszövő)
- Halak: fürge cselle, kövi csík (a Völgységi-patakban)
- Kétéltűek: barna varangy, sárgahasú unka, erdei béka; pettyes és tarajos gőte
- Hüllők: zöld, fürge, fali és lábatlan gyík (kuszma); erdei és kockás sikló, vízi- és rézsikló; mocsári teknős
- Emlősök: vaddisznó, aranysakál, muflon, európai dámvad, gímszarvas, borz

## Barlangok
A hegységben mintegy száz barlang található. A változatos alapkőzeten kialakult mészkőfelszíneket nagyrészt nemkarsztos kőzet borítja; a felszíni mészkő-kibukkanások összterülete csekély. Vannak a Mecsekben szurdokvölgyek, sorba rendeződött, tölcsér alakú, mély víznyelők és – kis számban – igazi karsztforrások.
A mecseki barlangok többségének járatai szűkek, aknáik kacskaringósak. Általában víznyelőként indulnak, és 20–30 méter után eltömődnek. Ilyen jellegű víznyelők táplálják az Abaligeti-barlangot csakúgy, mint a vízellátásba befogott Orfűi Vízfő-barlangot, a Mánfai-kőlyukat és a Tettye-forrást is.
Különlegesek a Babás-szerköveknél a permi, vörös homokkőben mállással kialakult üregek. Keletkezése miatt ugyancsak sajátos a miocén mészkőben, szivárgó vizek hatására létrejött Füstös-lik.
Az Abaligeti-barlang, a Mánfai-kőlyuk, a Mészégető-források barlangja, az Orfűi Vízfő-barlang és a Spirál-víznyelő fokozottan védett barlang. A Mecsek tíz leghosszabb barlangja az Abaligeti-barlang, a Spirál-víznyelő, az Orfűi Vízfő-barlang, a Mánfai-kőlyuk, a Szuadó-völgyi-víznyelőbarlang, a Trió-barlang, a Mészégető-források barlangja, a Tettyei-mésztufabarlang, a Vadetetős-víznyelőbarlang és a Szajha-felső-víznyelőbarlang, a legmélyebb a Spirál-víznyelő.

## Települések

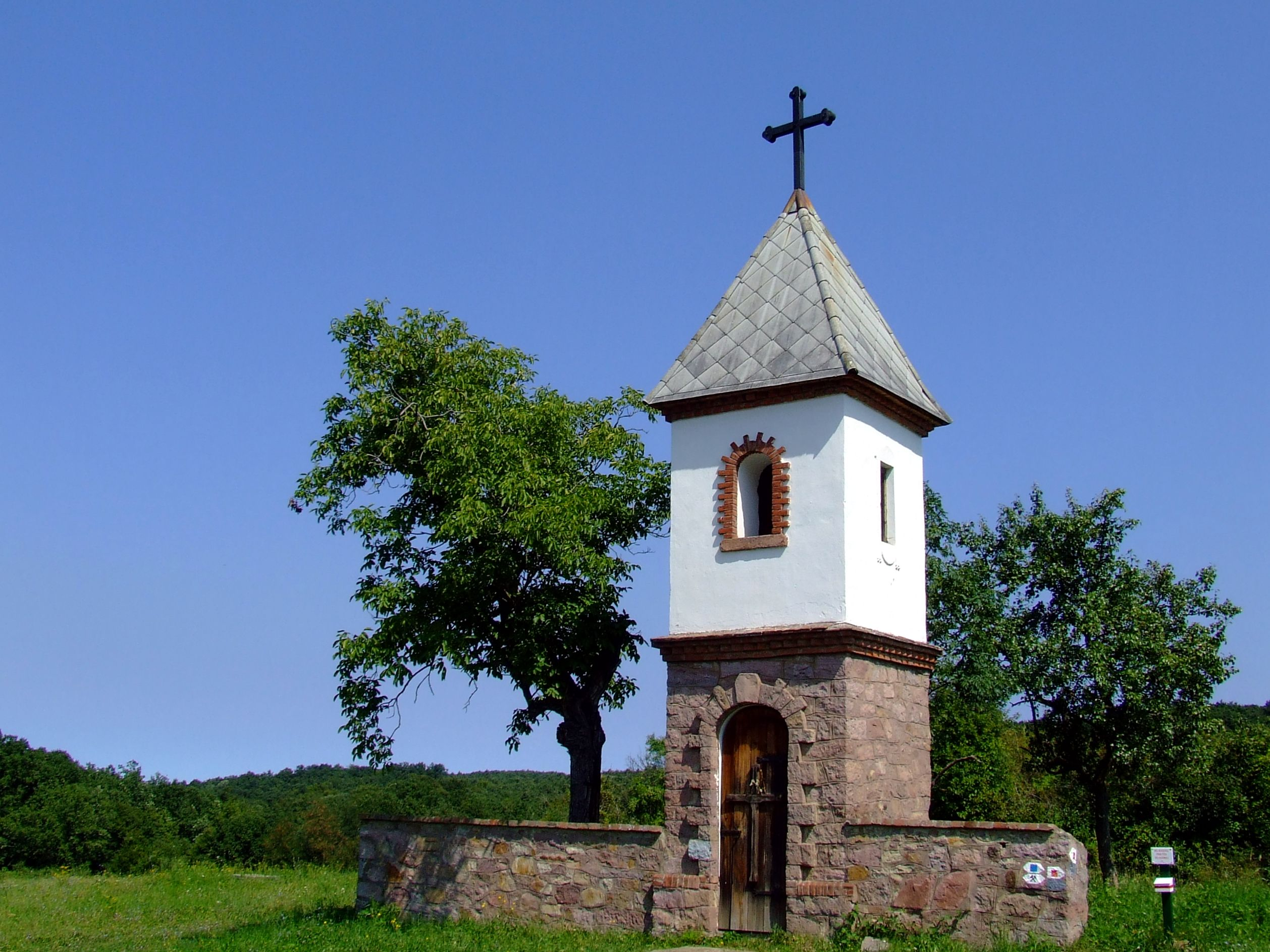
A petőczpusztai harangláb

| Abaliget     | Apátvarasd   | Bakonya           | Berkesd       | Bodolyabér   | Bogád        |  |
| Cikó         | Császta      | Cserkút           | Ellend        | Erdősmecske  | Erzsébet     |  |
| Fazekasboda  | Feked        | Hidas             | Hird          | Hosszúhetény | Husztót      |  |
| Kárász       | Kátoly       | Kékesd            | Kishajmás     | Kismányok    | Kisújbánya   |  |
| Kisvaszar    | Komló        | Kovácsszénája     | Kozármisleny  | Kővágószőlős | Kővágótöttös |  |
| Lovászhetény | Magyaregregy | Magyarhertelend   | Magyarszék    | Mánfa        | Martonfa     |  |
| Máza         | Mecsekjánosi | Mecseknádasd      | Mecsekpölöske | Nagykozár    | Nagymányok   |  |
| Nagypall     | Óbánya       | Ófalu             | Orfű          | Oroszló      | Pécs         |  |
| Pécsvárad    | Pereked      | Püspökszentlászló | Romonya       | Szalatnak    | Szászvár     |  |
| Szellő       | Szilágy      | Váralja           | Vékény        | Zengővárkony | Zobákpuszta  |  |

### Megszűnt település
- Petőczpuszta

## Védett területek
- Nagymező–Aranyhegy Természetvédelmi Terület
- Kelet-Mecsek Tájvédelmi Körzet
- Nyugat-Mecsek Tájvédelmi Körzet